# 離婚弁護士
『離婚弁護士』（りこんべんごし）は、2004年と2005年にフジテレビ系で放送された日本のテレビドラマシリーズ。主演は天海祐希。
連続ドラマシリーズ第1弾の『離婚弁護士』は、2004年4月22日から6月24日まで毎週木曜日22時 - 22時54分に、「木曜劇場」枠で放送。
2005年1月6日の21時 - 23時8分に「新春ドラマ祭第4弾」として『離婚弁護士 新春スペシャル』を放送。
連続ドラマシリーズ第2弾の『離婚弁護士II〜ハンサムウーマン〜』は、2005年4月19日から6月28日まで毎週火曜日21時 - 21時54分に、「火曜21時」枠で放送。第1弾から多少のキャスト変更があったが、主演は引き続き天海祐希。

## 概要
弁護士事務所で活躍していた間宮貴子（天海祐希）が、満を持して渉外弁護士として独立したものの、前の職場からの妨害で顧客・スタッフを奪われ、不本意ながら、家事事件（離婚、相続など）や一般民事事件などの畑違いの案件を扱うようになり、依頼人や事務所仲間との関わりの中で、弁護士という職業を見つめ直していくという内容。
なお「離婚弁護士」というタイトルであるが必ずしも離婚を取り扱っているわけではなく、DV・浮気・嫌がらせなど広い意味での「男女間の問題」や、親権・遺産相続・認知や戸籍など「家族の問題」、クーリングオフ、不動産取引など、幅広い法律上の問題がテーマとなっている。
臨場感を醸し出すための手法として、画面分割やハンディカメラによる撮影などを多用している。スタッフ曰く、海外ドラマ「24 -TWENTY FOUR-」を意識している、とのこと。
また、劇中曲のいくつかは、映画『アイ・アム・サム』から引用されている。ただし、同映画にて使用されたビートルズのカヴァー曲は使用されていない。
間宮貴子法律事務所の外見、および中庭として使われた文化学院は、2006年4月に行った立て替え工事により、なくなった。
毎回違ったゲストが登場するのも見どころの一つで、第1期のエンドロールでは主要メンバーが出会う前のストーリーが展開されていた。

## あらすじ
間宮貴子は東大法学部在学中に司法試験に合格し、業界大手の法律事務所に所属する敏腕弁護士。主に企業法務に携わる渉外弁護士としてキャリアを積み、10年で同僚の広澤善之と共に「若手のホープ」として法曹界に名の知れた弁護士に成長した。しかし、所属する大田原法律事務所では実力に相応しい扱いは無いと判断、広澤を誘って共に独立することを決意する。
しかし間宮の動きを察した事務所のボス弁の大田原は、過去に間宮が携わった事案の書類ミスを口実に広澤及び一緒に独立予定だった弁護士・スタッフの引きとめ工作に成功。結果、受付嬢と急遽引き抜いた渉外弁護士・柳田俊文で事務所を経営することになる。しかし営業経験のない間宮には新規クライアントを直ぐに見つける事は難しく、それまで経験の無かった離婚などの家事裁判や個人を対象とした一般民事事件といった小口案件を扱わざるを得なくなってしまう。
しかし、当初は「しょぼい仕事」と嫌っていた事案を手がけるうちに、弁護士として忘れかけていたもの、人間として大切なものを得ることとなる。

## キャスト

### 間宮貴子法律事務所
間宮貴子〈34 → 34<SP> → 35<パート2>〉（弁護士）
演 - 天海祐希
本作の主人公で、「間宮貴子法律事務所」所長。東大在学中に司法試験に合格した才女。大手法律事務所の大田原総合法律事務所で10年間渉外弁護士としてキャリアを積み、「若手のホープ」として業界内では知られた存在となる。同僚の広澤と共同で独立を計画するも、共同経営者の広澤はじめ弁護士や秘書・クライアント企業を大田原総合法律事務所の妨害で根こそぎ喪い、受付嬢とたった二人での開業となった。渉外弁護士としてはそれなりに有名な存在であるが、自分で新規クライアントを開拓した経験は無い。そのため専門の企業法務は開店休業状態となり、事務所経営のためどの弁護士も嫌がる民事案件や離婚などの家事案件ばかり取り扱うことになるが、これまで渉外専門であったため民事・離婚案件については経験が無く、一般向け専門書を購入して案件にあたっている。
とても勝気な性格で、「人に頭を下げるのは30年ぶり」などの発言を残している。バッティングが得意でバッティングセンターへ通うのが趣味。本塁打を連発している。34歳にして親知らずが生えてきた。小学生のとき、犬にお尻をかまれて以来、犬が苦手。
これまで付き合った男性は、三神達也を含め3人（パラリーガル・小向つや子の追及によって白状した）。
後に間宮貴子はドラマ『危険なアネキ』にカメオ出演、そして天海自身が主演した『BOSS』シーズン1最終話に名刺のみだが登場した。天海演じる大澤絵里子曰く「私によく似て正義感が強くてかなりのキレ者。ものすごい美人。しかも巨乳、いや爆乳かもしれない」。『BOSS』シーズン2の最終話でも登場し、画面をカメラ目線で横切った。蠍座のO型。
本多大介〈23 → 23<SP> → 24<パート2>〉（アシスタント）
演 - 玉山鉄二
間宮が法律事務所を開業したビルで、清掃員のアルバイトをやっていた学生。偶々間宮と係わり合いを持ち、自分の好きな子が「自分の相手は医者か弁護士、サッカー選手でないと…」との理由で、間宮法律事務所に無給の助手を志願して弁護士を目指す。
全く法律の知識は無いが、熱血漢でしばしば間宮に意見することもある。スタッフから「きみは脳みそがかわいい」「（脳みそが）真っ白なキャンバス」「すっごくさわやかなアホ」など散々に言われている。家事が得意。
吉田香織〈23〉（受付嬢）
演 - ミムラ
開業初日、唯一残ったスタッフ。税理士を目指しており、お金のことになると他人のことでも入れ込んでしまう性格。受付カウンターに座っては、女性誌を読み漁っている。最終回で弁護士を目指す事を宣言し、新春スペシャルでは既に事務所を辞めて留学している（代わりに友人のゆかりを紹介した）。
柳田俊文〈34 → 34<SP> → 35<パート2>〉（弁護士）
演 - 佐々木蔵之介
開業当日に弁護士が居なくなったため、間宮が年俸3000万でスカウトした渉外弁護士。有能な渉外弁護士としての間宮の名前を知っており、移籍時点で18社のクライアント企業を持っていた。間宮の下でも企業法務を専門で扱い、民事案件には関わらない姿勢を崩さない。が、法律知識の無い本多や吉田に法律的な解説をするなど、当初の間宮より民事関係の知識は豊富。
既婚で4歳の男の子がいる。「男は仕事、女は家庭」というポリシーを持っていて、家庭、育児のことは妻に任せきりでいる。勝負色は黄色。間宮曰く「ハンサムなラクダ」。そのほかに「キャメル柳田」とも。
『離婚弁護士II』では、間宮に好意をもつ大庭から三神達也と勘違いされ、怖い目に遭わされている。
村井奈津子〈29 → 29<SP>〉（「月の涙」店長）
演 - 久我陽子
間宮貴子法律事務所のスタッフや山岡らが足繁く通う居酒屋の店長。間宮をはじめとしたスタッフの愚痴をよく聞いてくれる女性。
井上紀三郎〈61 → 61<SP> → 62<パート2>〉（パラリーガル）
演 - 津川雅彦
山岡が開業祝として間宮にプレゼントしたパラリーガル。そのため給料3か月分は山岡が払っている。かつては一流商社の管理職だったが、社内の派閥争いに敗れ、会社を辞める。61歳になっても司法試験を受けているのだが、極度のあがり症のため口述試験で落ちている様子。法律知識、人生経験ともに豊富で間宮のよき相談者である。そのため、彼の言葉が案件解決の手がかりとなることも多い。娘は大手百貨店勤務。妻は6年前に死別。『BOSS』シーズン2最終話に登場。「なかなか厄介な案件ですな」が口癖。

### 大田原総合法律事務所
山岡哲治〈42〉（弁護士）
演 - 陣内孝則（特別出演）
大田原総合法律事務所での間宮の同僚。間宮に好意を抱いている様子。

### パート2からのキャスト
佐伯絵里〈29〉（弁護士、元検事）
演 - 瀬戸朝香
パシフィック合同法律事務所に所属するヤメ検弁護士。柳田の大学の後輩。とても冷静でかなり優秀な弁護士。案件において相談者が有利であれば法律を用いての強攻策が目立つ。逆に不利な状況になると相談者に妥協案を持ちかけ、説得に当たり、勝つ見込みがないと案件そのものを断っており、情に訴える手段も採る間宮とは対照的な戦法を取っている様子。その後、間宮貴子法律事務所に移籍し、貴子らと共に仕事をすることになる。
バツイチで前夫との間には一人娘がおり、前夫が娘の親権を持っている。そのため、離婚に伴う子供の親権問題には過敏に反応する。
本編EDで間宮のある願いについて真剣に考えようとしていた。間宮が三神から恋愛についてのコラムを依頼された際、代筆し、三神から大絶賛を受けた（当の三神は代筆については全く知らない）。
緒方亜紀〈24〉（受付嬢）
演 - 片瀬那奈
間宮のクライアントの娘で、付合い上、受付嬢としておいている。マンボウ茶やユッケジャンスープなど、変わった飲み物を用意している。間宮貴子法律事務所の「リーサルウェポン」。
合コンのための髪型にするため、トイレの個室に隠れてドライヤーを使用して停電させたこともある。
三神達也〈45〉（「ハンサムウーマン」編集長）
演 - 宇梶剛士
雑誌「ハンサムウーマン」の編集長。間宮との出会いは間宮が自分の記事のクレームをつけに行った際、肋骨に張っていた湿布を三神が拾ったことがきっかけ。以後、同誌にコラム、「恋の六法全書」を載せることを依頼、お互い好意をもって交際が始まる。実は既婚者で妻・亜希子（長野里美）がいる。
大庭保〈42〉（「鬼の涙」店主）
演 - 松重豊
間宮たちがよく行く居酒屋「鬼の涙」の店主。元やくざの大幹部で今は刺身を切っているが、やくざ時代は人を切っていた。居酒屋店主の癖に刺身以外の料理が下手。間宮と初めて会った際、一目見た瞬間、頭の中で『君の瞳に恋してる』の音楽が流れ恋心を抱くように。柳田を間宮の交際相手、三神と勘違いし、柳田を敵視している。間宮の身に危険が迫った際、それを察知し、暴漢を退散させたのだが…。
小向つや子〈44〉（パラリーガル）
演 - 戸田恵子
間宮が大学時代に通った司法予備校で知り合った友人。司法試験を何度も受けたが、毎回不合格で弁護士を諦めた。パラリーガルなのだが、間宮とクライアントとの打ち合わせに参加させてもらえず、緒方から「パシリーガル」と言われてしまう。非常に明るく(うるさく)、団子好き。よくスタッフに団子を配っているが、彼女が団子を配るとろくなことがない。よく「マツケンサンバ」を「つや子のサンバ」と変えて口ずさんでいる。
旦那持ちで、間宮の恋の相談相手であるが口がとても軽く、間宮に「ヘリウムガスより軽い」と言われる。ある案件で裏付け調査を行った際には、あまりのしつこさゆえ、「駅前の座敷わらし」と巷で言われた。乙女座。

### ゲスト

#### パート1
第1話 「裏切られた女」
- 広澤善之 - 竹野内豊

間宮の同期。間宮と2人で事務所を開く予定だったが、間宮を裏切り大田原総合法律事務所に残ったが、実は間宮を守る為の行動だった事が明らかになる。
- 中川洋司 - 山路和弘
- 中川恭子 - 宮崎美子
- 大河原所長 - 浅沼晋平

第2話 「慰謝料1億円の女」
- 小川奈緒 - 中越典子
- 加々美五郎 - 林隆三
- 星野源

第3話 「この子は渡さない」
- 堀井浩志 - 吹越満
- 堀井真純 - 河合美智子
- 堀井翔太 - 岡田慶太

第4話 「16才と18才の離婚」
- 若浦夏樹 - 邑野未亜
- 白河雅人 - 斉藤祥太
- 原田啓一 - 相島一之
- 白河亜希子 - キムラ緑子
- 市役所職員 - 正名僕蔵
- 市原尚弥

第5話 「対決! ストーカー」
- 黒澤千里 - りょう
- 岩尾誠二 - デビット伊東
- 「ザ・ワイドII」司会者 - デーブ・スペクター
- 石田太郎
- 村上知子

第6話 「愛と憎しみの遺産相続」
- 園田リカ（香織の親友） - MEGUMI
- 園田栄介 - 平田満
- 宇津井美佐子（貴子の親友） - 鈴木砂羽
- 耕一 - 深水三章
- 千枝子 - 松浦佐知子
- 古川室長 - 河西健司

第7話 「内縁の妻と本妻」
- 写真館の店主 - 小倉久寛
- 高橋秀雄 - 藤村俊二
- 高橋涼子 - あめくみちこ
- 沢村織江 - 吉田日出子
- 唐沢医師 - 中丸新将

第8話 「父と娘と不倫の慰謝料」
- 井上博美（紀三郎の一人娘） - 戸田菜穂
- 高沢博之 - 生瀬勝久
- 宮本勝也 - 春田純一
- 吉野美穂 - 星野有香
- 宮本雅子 - 宮地雅子
- 歯科医 - 志賀廣太郎

第9話 「忘れられない男」
- 葉山芳樹 - 小木茂光
- 葉山真希 - 小池梨緒
- 葉山留美 - 南果歩
- 木村誠 - 池田成志
- 刑事 - 佐戸井けん太
- 愛光病院の元院長 - 笑福亭松之助
- 一郎、二郎、三郎、四郎、五郎、六郎、七子（7人兄弟） - ト字たかお（七役）

第10話 「セクハラされた女」
最終話 「セクハラ社長 VS 戦う女」
- 真壁由里 - 鈴木紗理奈
- 小沼吉之助 - 岡田眞澄
- 木崎健一郎 - 西岡徳馬
- 相沢弁護士 - 筒井真理子
- 斉藤常務 - 斉木しげる
- 森脇英理子

#### 新春スペシャル
「この子を認知して!! 超人気俳優の子を産んだ女の依頼は真実か!? ニューヨークを舞台にすれ違う男と女の思いと悲しい嘘」
- 安藤博隆〈42〉（弁護士） - 渡辺いっけい
- 北原ゆかり〈23〉（受付嬢） - 井上和香
- 矢吹遥〈34〉（貴子の幼馴染） - 飯島直子
- 貴島雄樹〈28〉（トップ俳優、遥の元恋人） - 押尾学
- 夏木佑介〈28〉（貴子の恋人） - 佐藤隆太
- 梨元勝
- 黒木和也〈54〉（貴島の代理人） - 大杉漣

#### パート2
第1話 「対決! 最強弁護士」
- 倉田麻美 - 内山理名
- 青木和馬 - 橋本さとし
- 社長 - 蛭子能収

第2話 「壮絶慰謝料合戦」
- 中村涼子 - 高橋ひとみ
- 中村武 - 古田新太
- 上野美香 - 乙葉

第3話 「離婚詐欺」
- 北山千春 - 小池栄子
- 北山浩介 - 葛山信吾
- 神谷佑介 - 佐藤隆太（回想）
- 柳田の妻 - 柴山智加

第4話 「夫の土下座」
- 狭山時夫 - 田山涼成
- 狭山京子 - 萩尾みどり
- 専務 - エド山口
- 狭山の元同僚 - 岡本竜汰

第5話 「涙の親権争い!」
- 夏原健児 - 甲本雅裕
- 長野和美 - 横山めぐみ

第6話 「占いで離婚?!」
- 米田和夫 - 柳沢慎吾
- 馬渕美晴 - 秋本奈緒美
- 古池貞子 - 浅利香津代
- 澤田 - 小林すすむ
- 手相見 - 橋本じゅん
- 佐野瑞樹（フジテレビアナウンサー）
- 中村仁美（フジテレビアナウンサー）※放送当時

第7話 「絶対別れない女」
- 北尾芙美子 - 江波杏子
- 北尾龍三郎 - 清水綋治
- 野波真理 - 中山忍

第8話 「鉄の女、号泣!!」
- 高木正樹 - 田辺誠一
- 神谷佑介 - 佐藤隆太
- 高木和希 - 飯野芹菜
- 小山亜由子

第9話 「え!? 不倫弁護士」
- 北詰麻紀 - 星野真里
- 大谷俊哉 - 柏原収史
- 魚住恵梨香 - 矢沢心
- 神谷佑介 - 佐藤隆太
- 真中 - 田中実

第10話 「セクハラした女」
最終話 「最後に笑う女」
- 白石美由紀 - 杉本彩
- 大我誠 - 武田真治
- 清水薫 - 大島さと子
- 角田博之 - 鳥羽潤
- 北掘 - 八木橋修
- 三神亜希子 - 長野里美

## スタッフ
- 脚本 - 林宏司、（以下、パート1のみ）田渕久美子、武田樹里
- 音楽 - 井上鑑（パート1、SP）、Jake Shimabukuro（パート2）
- 演出
  - パート1 - 光野道夫（SPも含む）、田島大輔、松山博昭
  - パート2 - 久保田哲史、松山博昭、葉山浩樹
- 主題歌
  - パート1 - hitomi「心の旅人」
  - パート2 - 星村麻衣「EVERY」
- 挿入歌
  - パート1 - ノラ・ジョーンズ「What Am I to You?」
  - パート2 - ケリ・ノーブル「夢がかなうまで」
- オープニング
  - パート2 - ケリ・ノーブル「アバウト・ミー」
- 劇中歌
  - パート2 - ボーイズ・タウン・ギャング「君の瞳に恋してる」
- 脚本協力 - 西口典子（パート1）
- 演出補
  - パート1 - 遠藤光貴、関野宗紀、奥村悠気、田中健一
  - SP - 松山博昭、浅見真史
  - パート2 - 葉山浩樹、遠藤光貴
- 演出助手 - 松山博昭
- 広報 - 清野真紀（パート1）、河端由梨子
- 記録 - 幸縁栄子、内田照代（パート2）
- 選曲 - 志田博英（パート2）
- 制作担当 - 丸山昌夫（SP）
- 制作主任 - 木村尚司（SP）
- リサーチ - フリード（全シリーズ）、角野英明（SPを除く）
- 法律監修弁護士 - 太田宏美、馬場・澤田法律事務所 、見野彰信
- 協力
  - アンダーソン・毛利・友常法律事務所、渋谷ビデオスタジオ、ビデオスタッフ、東新（以上、全シリーズ）、ビデオフォーカス（パート2を除く）、富士映画（SP）、ブルーバック（パート1を除く）、バウムレーベン、Tall、エルエーカンパニー（以上、パート2のみ）
- 撮影協力 - 文化学院（全シリーズ）、日本大学経済学部（パート1のみ）
- プロデュース - 長部聡介（全シリーズ）、瀧山麻土香（パート1）、古屋建自（パート2）
- プロデュース補 - 榊原妙子（パート1）、斉藤あや（SP、パート2）
- プロデュース助手 - 古屋建自（パート1）
- 制作 - フジテレビドラマ制作センター
- 制作著作 - フジテレビ

## 放送日程

### パート1（2004年）
| 話数                                                       | 放送日        | サブタイトル           | 扱われた事柄               | 脚本       | 演出     | 視聴率 |
| ---------------------------------------------------------- | ------------- | ---------------------- | -------------------------- | ---------- | -------- | ------ |
| 第1話                                                      | 2004年4月15日 | 裏切られた女           | 夫婦関係調停               | 田渕久美子 | 光野道夫 | 13.8%  |
| 第2話                                                      | 2004年4月22日 | 慰謝料1億円の女        | 慰謝料                     | 林宏司     | 光野道夫 | 14.7%  |
| 第3話                                                      | 2004年4月29日 | この子は渡さない       | 離婚と親権                 | 林宏司     | 田島大輔 | 12.8%  |
| 第4話                                                      | 2004年5月06日 | 16才と18才の離婚       | 結婚可能年齢、不動産取引   | 林宏司     | 田島大輔 | 12.9%  |
| 第5話                                                      | 2004年5月13日 | 対決! ストーカー       | ストーカー                 | 林宏司     | 光野道夫 | 13.2%  |
| 第6話                                                      | 2004年5月20日 | 愛と憎しみの遺産相続   | 死因贈与契約               | 武田樹里   | 松山博昭 | 13.6%  |
| 第7話                                                      | 2004年5月27日 | 内縁の妻と本妻         | 内縁関係                   | 林宏司     | 田島大輔 | 14.5%  |
| 第8話                                                      | 2004年6月03日 | 父と娘と不倫の慰謝料   | 不貞行為                   | 林宏司     | 光野道夫 | 12.5%  |
| 第9話                                                      | 2004年6月10日 | 忘れられない男         | 失踪宣告                   | 林宏司     | 松山博昭 | 12.4%  |
| 第10話                                                     | 2004年6月17日 | セクハラされた女       | セクハラ                   | 林宏司     | 田島大輔 | 15.0%  |
| 最終話                                                     | 2004年6月24日 | セクハラ社長 VS 戦う女 | コンプライアンス、解任動議 | 林宏司     | 光野道夫 | 15.5%  |
| 平均視聴率 13.7%（視聴率は関東地区・ビデオリサーチ社調べ） |               |                        |                            |            |          |        |

### 新春スペシャル（2005年）
- 21時 - 23時8分に放送。

| 放送日       | サブタイトル                                                                                                   | 脚本   | 演出     |
| ------------ | --- | ------ | -------- |
| 2005年1月6日 | この子を認知して!! 超人気俳優の子を産んだ女の依頼は真実か!? ニューヨークを舞台にすれ違う男と女の思いと悲しい嘘 | 林宏司 | 光野道夫 |

### パート2（2005年）
| 話数                                                       | 放送日        | サブタイトル     | 扱われた法律問題               | 脚本   | 演出       | 視聴率 |
| ---------------------------------------------------------- | ------------- | ---------------- | ------------------------------ | ------ | ---------- | ------ |
| 第1話                                                      | 2005年4月19日 | 対決! 最強弁護士 | 婚約不履行、デート商法         | 林宏司 | 久保田哲史 | 15.4%  |
| 第2話                                                      | 2005年4月26日 | 壮絶慰謝料合戦   | 不貞行為、慰謝料               | 林宏司 | 久保田哲史 | 14.7%  |
| 第3話                                                      | 2005年5月03日 | 離婚詐欺         | 離婚理由の詐称                 | 林宏司 | 松山博昭   | 13.4%  |
| 第4話                                                      | 2005年5月10日 | 夫の土下座       | 夫婦財産契約、夫婦関係調停     | 林宏司 | 松山博昭   | 13.3%  |
| 第5話                                                      | 2005年5月17日 | 涙の親権争い!    | 離婚とペット                   | 林宏司 | 久保田哲史 | 12.5%  |
| 第6話                                                      | 2005年5月24日 | 占いで離婚?!     | 不動産取引、占いによる詐欺商法 | 林宏司 | 葉山浩樹   | 12.8%  |
| 第7話                                                      | 2005年5月31日 | 絶対別れない女   | 離婚請求、認知                 | 林宏司 | 松山博昭   | 12.4%  |
| 第8話                                                      | 2005年6月07日 | 鉄の女、号泣!!   | 親権変更                       | 林宏司 | 久保田哲史 | 13.2%  |
| 第9話                                                      | 2005年6月14日 | え!? 不倫弁護士  | クーリングオフ                 | 林宏司 | 葉山浩樹   | 11.6%  |
| 第10話                                                     | 2005年6月21日 | セクハラした女   | セクハラ、不貞行為             | 林宏司 | 松山博昭   | 11.8%  |
| 最終話                                                     | 2005年6月28日 | 最後に笑う女     | 株取引、不貞行為、地位の回復   | 林宏司 | 久保田哲史 | 13.7%  |
| 平均視聴率 13.2%（視聴率は関東地区・ビデオリサーチ社調べ） |               |                  |                                |        |            |        |

## DVD・書籍
DVD
- 離婚弁護士 DVD-BOX （発売元:エイベックス、販売元:エイベックス・マーケティング）
- 離婚弁護士 スペシャル DVD（発売元:フジテレビ映像企画部、販売元:ポニーキャニオン）
- 離婚弁護士II〜ハンサムウーマン〜 DVD-BOX （発売元:フジテレビ映像企画部、販売元:ポニーキャニオン）

本・コミック
- 離婚弁護士 コミック版 （発売元：フジテレビ出版） ISBN 4594049753
- 離婚弁護士 ノベル版 （発売元：ぴあ株式会社） ISBN 4835615484